# اوسترومیتسه
اوسترومیتسه (به لهستانی:  Ostromice) یک روستا در لهستان است که در گمینا وولین واقع شده‌است. اوسترومیتسه ۴۹۰ نفر جمعیت دارد.